# Bahnhof Münchehof (Harz)
Der Bahnhof Münchehof (Harz) befindet sich in der niedersächsischen Stadt Seesen im Süden des Stadtgebietes im zweitgrößten Stadtteil Münchehof und ist neben dem Bahnhof Seesen der letzte in Betrieb befindliche Passagierbahnhof der Stadt.

## Anlage
Der Bahnhof Münchehof (Harz) verfügt über einen Bahnsteig mit 90 Metern Länge und einer Bahnsteighöhe von 55 Zentimetern. Seit der Modernisierung im Jahr 2022 ist der Bahnhof barrierefrei. Vor der Modernisierung verfügte der vorher ungepflasterte Bahnsteig über eine Länge von 152 Metern mit einer Höhe von 38 Zentimetern.
Auf dem Bahnsteig befindet sich ein Dynamischer Schriftanzeiger, der über Verspätungen und andere Fahrplanabweichungen informiert.
Der Bahnhof ist in das Verbundgebiet des VRB und des VSN einbezogen.
Südlich des Personenhaltes liegen insgesamt zehn Ausweich- und Abstellgleise für den Güterverkehr; 2017 waren dies drei Durchgangsgleise und sieben Abstellgleise. Das Kalkwerk der Fels-Werke hat daran mehrere Anschlussgleise.

## Geschichte
Nach Stilllegung der Eisenbahn Gittelde–Bad Grund wurden die Produkte aus dem Erzbergwerk Grund bis zu dessen Stilllegung 1992 über den Bahnhof Münchehof abgefahren, dafür war 1972 eine Verladerampe gebaut worden.
Die Station sowie die gesamte Bahnanlage wurde 2016 für rund 1,4 Millionen Euro modernisiert. Früher war in Münchehof ein Kreuzen im Personenverkehr auf den Gleisen 1 und 2 möglich. Da die fahrplanmäßige Zugkreuzung nach Gittelde/Bad Grund (Harz) verlegt wurde, wurde das Gleis 1 zurückgebaut. Heute existiert nur noch das Gleis 2, weshalb Kreuzungen bei Verspätungen gelegentlich auf den Güterverkehrsgleisen stattfinden.
Außerdem wird Kalk über den Bahnhof Münchehof (Harz) aus dem nahegelegenen Kalkwerk ins Stahlwerk der Salzgitter AG transportiert.
Der Bahnhof wurde im Oktober 2020 an das Digitale Stellwerk in Göttingen angeschlossen. Die teils über hundert Jahre alten Formsignale wurden durch moderne KS-Signale ersetzt. Die beiden mechanischen Stellwerke vor Ort wurden geschlossen, werden aber nicht abgerissen, da diese unter Denkmalschutz stehen. Hinter dem vormaligen Stellwerk am Personenbahnhof ging am genannten Datum eine Streckenzentrale in Betrieb. Die Deutsche Bahn investiert bis zu 250 Millionen Euro in das Harz-Weser-Netz. Die Weichen 4, 6 und 7 sowie das Gleis 12 wurden zurückgebaut. Das Gleis 11 wurde erneuert.

### Modernisierung der Bahnsteige 2021/22

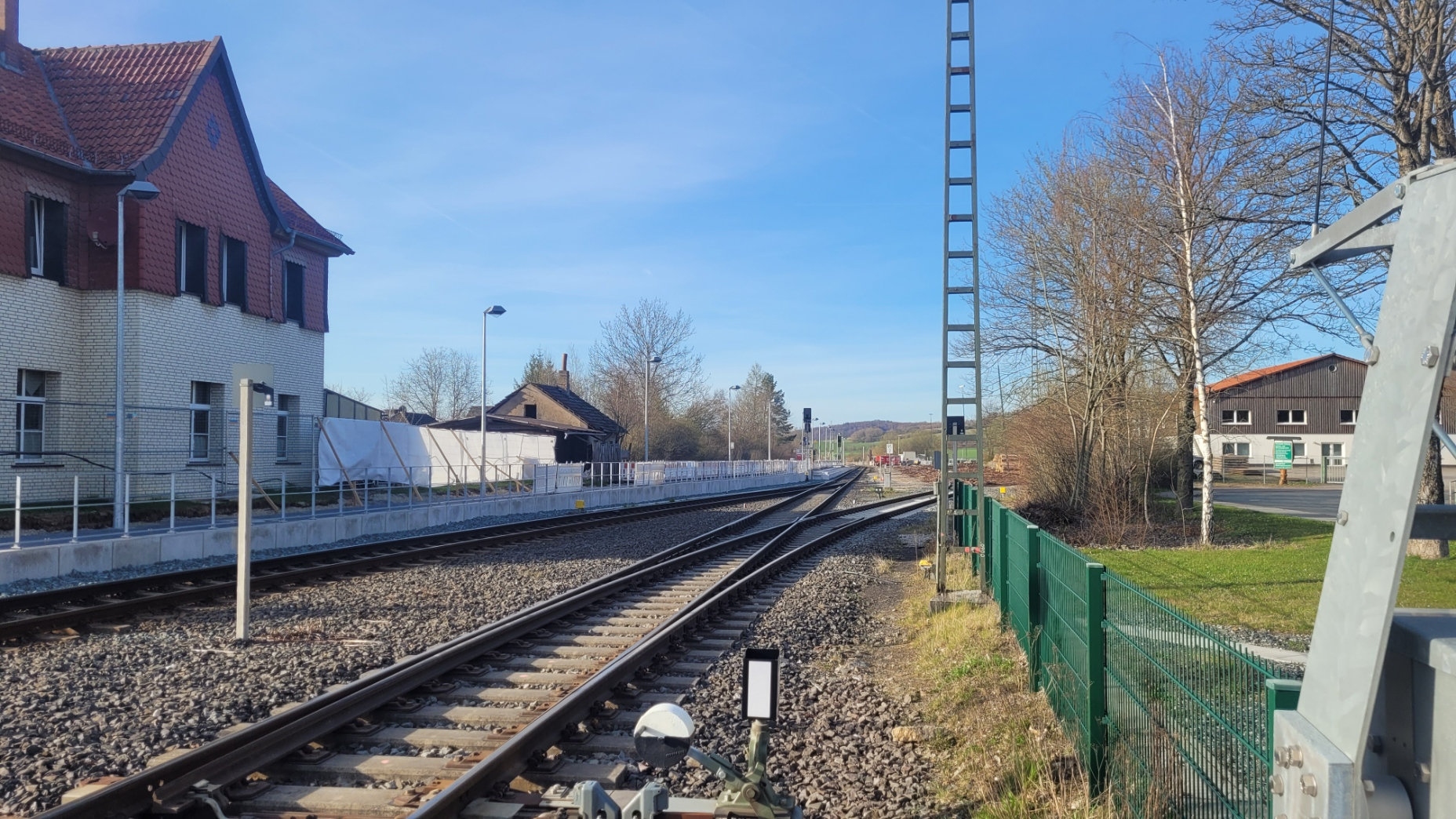
In Modernisierung befindlicher Bahnsteig, April 2022.

Am 18. Oktober 2021 begannen die Arbeiten zur Modernisierung des Bahnhofs Münchehof. Der alte Bahnsteig aus Schotter wurde abgerissen und mit einer Länge von 90 Metern und einer Höhe von 55 Zentimetern mit dem Ziel des barrierefreien Einstiegs neu errichtet. Der Bahnhof erhielt mit dem Bau ein taktiles Bodenleitsystem, eine neue Wetterschutzanlage, eine moderne Beleuchtung und eine dynamische Fahrgastinformationsanzeige. Aus Richtung Norden wurde ein Zugang zur Straße Am Sweenhof neu geschaffen und ausgeschildert.
Die Deutsche Bahn, das Land Niedersachsen und der Regionalverband Großraum Braunschweig finanzierten im Rahmen des Sanierungsprogramms Regionalbahnkonzept 2014+ die Modernisierung der Bahnsteige. Vorgesehen war kurz vor Baubeginn Ende 2021 ein Mitteleinsatz in Höhe von rund 1,2 Millionen Euro und eine Inbetriebnahme im Frühjahr 2022.
Am 24. Mai 2022 wurde die Sanierung der Bahnsteige abgeschlossen, das festgesetzte Budget von rund 1,2 Millionen Euro wurde eingehalten.

## Verbindungen
Im Stundentakt verkehren Züge des Typs Alstom Coradia LINT als RB 46 von Braunschweig Hbf über Seesen nach Herzberg (Harz), wo Anschluss nach Nordhausen, Northeim und Göttingen besteht.
In Braunschweig besteht Anschluss zum Fernverkehr zum Beispiel nach Berlin Ostbahnhof,  Köln Hbf
und  Frankfurt (Main) Hbf.
| Linie                | Strecke | Taktfrequenz | EVU      |
| -------------------- | --- | ------------ | -------- |
| RB 46                | Herzberg (Harz) – Gittelde/Bad Grund (Harz) – Münchehof (Harz) – Seesen – Salzgitter-Ringelheim – Salzgitter-Bad – Braunschweig Hbf | Stundentakt  | DB Regio |
| Stand: 12. Dez. 2022 | |              |          |

### Nächste Stationen
- Richtung  Herzberg (Harz): Gittelde/Bad Grund (Harz)
  - historisch: Haltepunkt Gittelde Nord
- Richtung Braunschweig Hauptbahnhof: Seesen
  - historisch: Haltepunkt Herrhausen